# Romie Lie
Romie Lie (Pseudonym für Rose-Marie Liechti-Moser; * 7. Juni 1954 in Langnau, Emmental) ist eine Schweizer Schriftstellerin.

## Leben
Romie Lie wuchs in einer französischsprachigen Familie auf; erst
in der Schule lernte sie Deutsch. Sie absolvierte eine Ausbildung zur Krankenschwester in Biel; anschließend hielt sie sich längere Zeit im europäischen Ausland und in den Vereinigten Staaten auf. Seit 1981 ist sie freie Schriftstellerin. 1983 nahm sie am
Ingeborg-Bachmann-Wettbewerb in Klagenfurt teil. Seit 1990 leitet sie Schreibwerkstätten. Sie lebt heute in Wohlen bei Bern.
Romie Lie ist Verfasserin von erzählenden Texten und Gedichten.
Romie Lie ist Mitglied des Verbandes "Autorinnen und Autoren der Schweiz". 1986 wurde sie mit dem Schweizer Arbeiterliteraturpreis ausgezeichnet. 2010 Literaturpreis des Kantons Bern.

## Werke
- Liebe Sonja, Klagenfurt 1984
- ... und sah ein Feld von Sonnenblumen, Frauenfeld 1993
- Leben - und nichts als das Leben, Frauenfeld 1994
- Am Fenster die Zeichen, Gedichte, Chabrey 2002
- Federtage, Gedichte, Eggingen 2004
- Rote Fische am westlichen Himmel, Gedichte, Chabrey 2006
- Aufwind, Gedichte, Chabrey 2009
- Mit Licht und Salz, Gedichte, Chabrey 2011
- Auf Flugwegen des Bläulings - aux Murmures des Bourgeons, Gedichte (in: Sammlung der Schweizer Poesie, alla chiara fonte), Lugano 2013
- Flammenpartitur et notes de feu, Gedichte/Poèmes, Chabrey 2014
- Kein Ort aber Krähengelächter, Bilder frizz&phryds&company, Gedichte Romie Lie, Chabrey 2015

## Herausgeberschaft
- Zwischentöne, Frauenfeld 1997 (zusammen mit Sibylle Gurtner)